# We're Not Gonna Take It (The Who-låt)
We're Not Gonna Take It är en sång från 1969 av den brittiska rockmusikgruppen The Who på musikalbumet Tommy från 1969. Den utgör i medley tillsammans med "See Me, Feel Me" det avslutande spåret.

### Fotnoter
1. ↑  Renee Wright (30 mars 2015). ”The HillBenders release ‘Tommy: A Bluegrass Opry’ on Compass Records May 10” (på engelska). Axs. https://www.axs.com/se/the-hillbenders-release-tommy-a-bluegrass-opry-on-compass-records-may--46881. Läst 21 juli 2017.